# Estadio Lia Manoliu
El Estadio Nacional "Lia Manoliu" (en rumano: Stadionul Național „Lia Manoliu”) fue un estadio multiusos de Bucarest, Rumanía utilizado principalmente para la disputa de partidos de fútbol. El estadio fue inaugurado en 1953 y demolido en 2008. La capacidad del estadio era de 60.120 espectadores y en su lugar se erige el actual Arena Națională.

## Historia
El estadio fue construido en 1953 y en el momento de su inauguración fue denominado Estadio del 23 de agosto (Stadionul 23 August), nombre que mantuvo hasta 1990 cuando adoptó el de Stadionul Lia Manoliu, nombrado por la atleta rumana Lia Manoliu, oro en lanzamiento de disco en México 1968. Sin embargo, el estadio siempre fue conocido popularmente como Estadio Nacional (Stadionul Național) hasta el momento de su demolición, que comenzó en diciembre de 2007 y fue completada en febrero de 2008. 
En octubre de 2005 se tomó la decisión de la reconstrucción del estadio, aunque debido a la falta de fondos, se pensó en realizar tan solo una reparación. A finales del mes de agosto de 2006, el Estadio Nacional Lia Manoliu pasó de ser administrado por las Autoridades Nacionales del Deporte en dominio público a la ciudad de Bucarest, y al final de este año, dos empresas llegaron a la fase final de rehabilitación del estadio.
Finalmente, el estadio acogió su último partido de fútbol el 21 de noviembre de 2007, un encuentro que enfrentó a las selecciones de Rumanía y Albania, el resultado fue de 6-1.
Al finalizar el encuentro se retirarón algunos asientos como símbolo del comienzo de las obras del nuevo estadio. El estadio comenzó a demolerse un mes más tarde. 

## Partidos de Eurocopa
| Fecha                  | Partido                   | Resultado | Competencia   | Espectadores |
| ---------------------- | ------------------------- | --------- | ------------- | ------------ |
| 2 de noviembre de 1958 | Rumania Vs Turquía        | 3 - 0     | Eurocopa 1960 | 67.200       |
| 22 de mayo de 1960     | Rumania Vs Checoslovaquia | 0 - 2     | Eurocopa 1960 | 61.306       |
| 14 de mayo de 1972     | Rumania Vs Hungría        | 2 - 2     | Eurocopa 1972 | 50.000       |